# 吉備國
吉備國是日本在設置令制國以前存在的一個國，別名吉備道、備州。其地域為今岡山縣全境、廣島縣東部、香川縣島嶼部分以及兵庫縣西部（佐用郡、赤穗市一部分等地）。
吉備國曾與筑紫國、出雲國、大和王權、越國、毛野國等國同時並立，為當時日本較為強大的地方勢力政權，後來服屬於大和王權統治。
古代的吉備國擁有足以同大和王權、出雲國相抗衡的勢力，且擁有巨大的古墳文化。同時，吉備國掌握了優秀的製鐵技術，這成為了該國強盛的原動力。
吉備國的首領為吉備氏，其祖先吉備津彥為孝靈天皇第三子。吉備國曾試圖征服出雲國，但遭到出雲國的抵抗而失敗。此後，吉備國同大和王權結盟以對抗出雲國，並為日本的統一作出了貢獻。
後來，由於吉備國的勢力太大，威脅到了大和王權的統治。463年，吉備田狹聯合新羅，反對大和王權的統治，但被雄略天皇鎮壓，史稱吉備氏之亂。雄略天皇死後，吉備氏又支持擁有吉備氏血統的星川稚宮皇子爭奪皇位，為清寧天皇所敗。
7世紀末，日本從中國引入律令制後，吉備國於689年（持統天皇三年）被劃分為備前、備中、備後三個令制國。後來在713年，又從備前國劃出六個郡，設置美作國。